# دیوار مرزی آمریکا-مکزیک

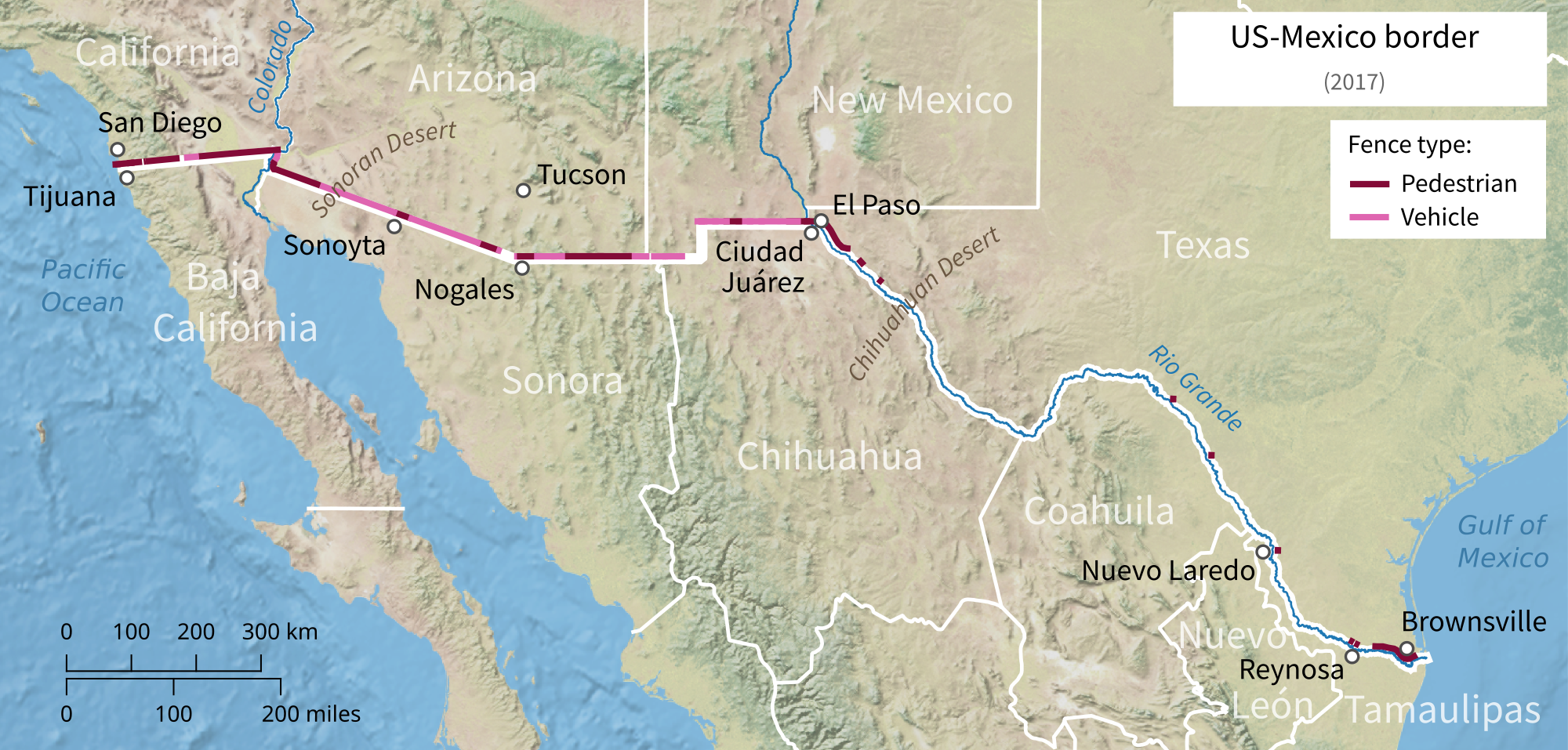
نقشه دیوار کشیده شده بین مرز ایالات متحده آمریکا–مکزیک قرمز تیره برای عابر پیاده و قرمز روشن برای خودرو را نشان می‌دهد

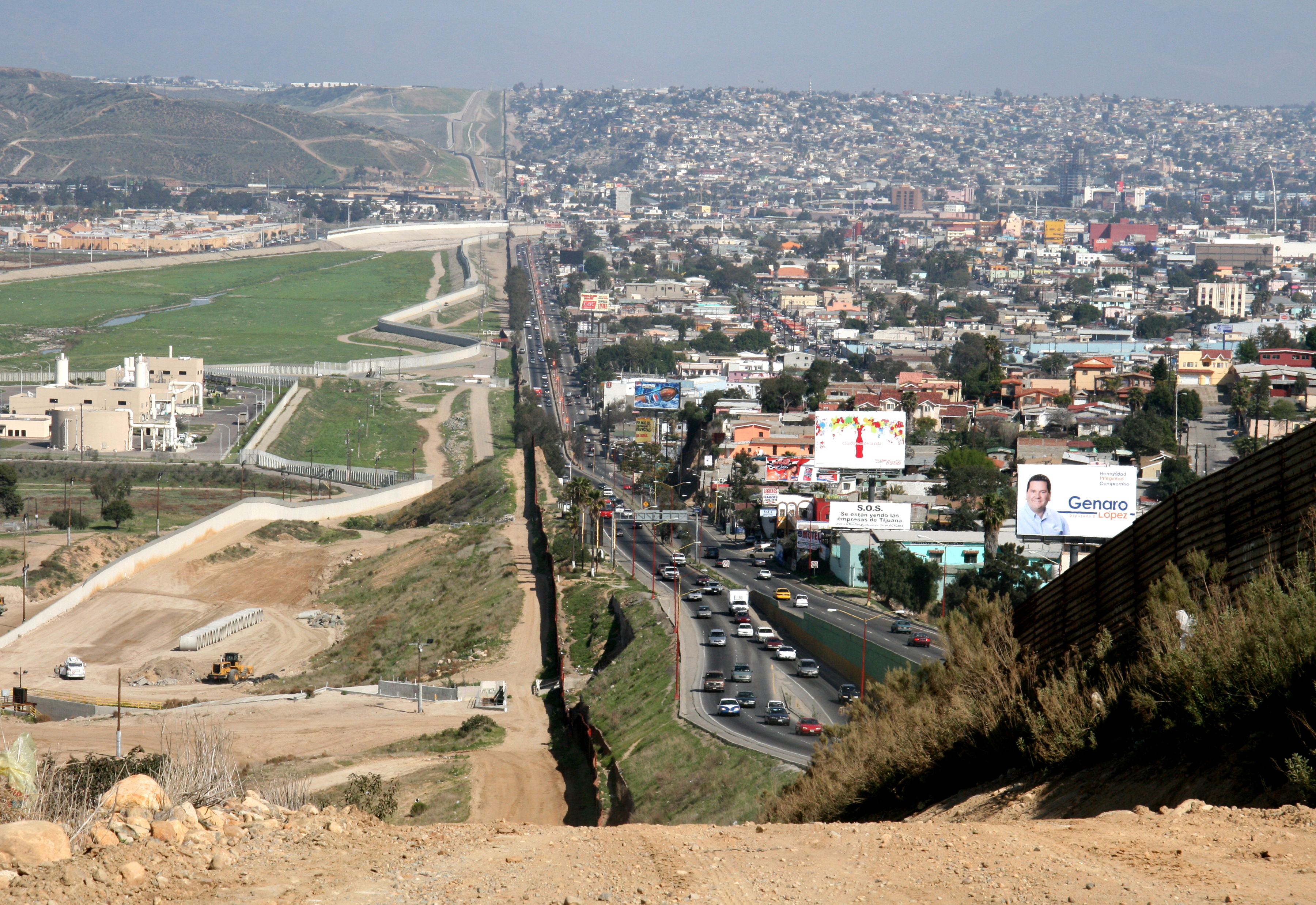
فنس مرزی بین مرزبانی سن دیگودر کالیفرنیا (چپ) و تیخوانا، مکزیک (راست)

حصار آمریکا-مکزیک رشته فنس‌ها و دیوارهایی در امتداد مرز ایالات متحده آمریکا–مکزیک است که هدف آنها پیشگیری از مهاجرت غیرقانونی از مکزیک به ایالات متحده آمریکا است. این حصار، یک سازه سرتاسری نیست و گروهی از دیوارهای فیزیکی نسبتاً کوتاه است که فاصله بین آنها با فنس‌های مجازی پُر شده است. فنس مجازی شامل سامانه‌ای از حسگرها و دوربین‌های تحت رصد گشت مرزی ایالات متحده آمریکا است.

## پیشینه
در ژانویه ۲۰۰۹ اداره گمرک و حفاظت مرزی ایالات متحده آمریکا گزارش داده که ۵۸۰ مایل (۹۳۰ کیلومتر) حصار کشیده شده‌است. طول کل مرز بین آمریکا و مکزیک ۱٬۹۸۹ مایل (۳٬۲۰۱ کیلومتر) است.

## دونالد ترامپ

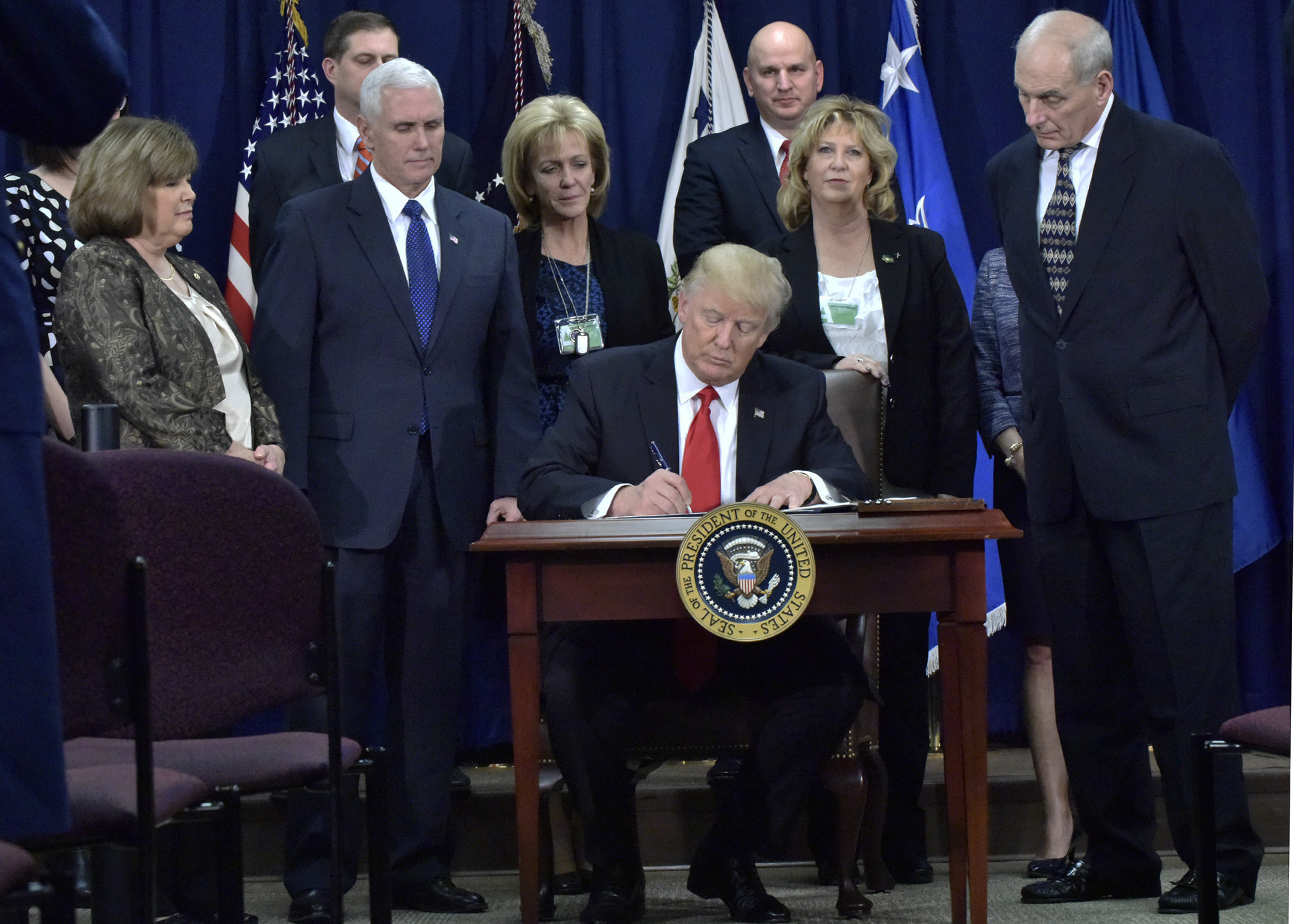
دونالد ترامپ در حال امضای فرمان اجرایی ۱۳۷۶۷

دونالد ترامپ در همه دوران کارزار ریاست‌جمهوری خود در انتخابات ۲۰۱۶ خواهان ساخت یک دیوار بزرگتر و مستحکم‌تر شده بود و مدعی شد که مکزیک هزینهٔ ساخت آن را که بین ۸ تا ۱۲ یا حتی ۲۵ میلیارد دلار آمریکا برآورد می‌شود خواهد داد. در ۲۵ ژانویه ۲۰۱۷ دولت ترامپ با امضای یک فرمان اجرایی، گسترش دیوار مرزی را آغاز کرد.

### ساخت
بر پایه اطلاعات اداره گمرک و حفاظت مرزی آمریکا که در ۴ ژانویه ۲۰۲۱ منتشر شد در مجموع ساخت ۷۲۷ کیلومتر از این دیوار به پایان رسیده است. با این حال تنها ۱۲۹ کیلومتر از این دیوار به بخش‌هایی مربوط می‌شود که در گذشته در آن‌ها حصاری وجود نداشته است. این رقم، ۷۶ کیلومتر دیوار اولیه و ۵۳ کیلومتر دیوار ثانویه‌ای را در بر می‌گیرد که برای استحکام حصار ابتدایی ساخته شده‌اند. بنابراین بیشتر کاری که در دوره ریاست‌جمهوری دونالد ترامپ انجام شد ساخت دیوار جایگزین در مناطقی بود که دولت‌های پیشین آمریکا در آن حصار کشیده بودند.

### هزینه
در آغاز، هزینه ساخت این دیوار مرزی بین ۱۲ تا ۴۰ میلیارد دلار برآورد شده بود. در ژانویه ۲۰۱۷ دونالد ترامپ برای ساخت بخش نخست دیوار ۱۸ میلیارد دلار برای ۱۰ سال از کنگره ایالات متحده آمریکا درخواست کرد اما این طرح، نهایت تصویب نشد. البته در سال ۲۰۱۸ کنگره، بودجه‌ای را برای پروژه‌های مرزی اختصاص داد. اما پس از آنکه کنگره در سال ۲۰۱۹ با تخصیص بودجه بیشتر برای ساخت دیوار مخالفت کرد، دونالد ترامپ با استفاده از اختیارات ویژه ریاست‌جمهوری، فوریت ملی اعلام کرد تا بخشی از بودجه دفاعی را به ساخت این دیوار، اختصاص دهد. در دوره ریاست‌جمهوری دونالد ترامپ نزدیک به ۱۵ میلیارد دلار برای ساخت این دیوار صرف شده و منابع آن از بخش‌های مختلف دولت از جمله وزارت امنیت میهن، وزارت دفاع، و وزارت خزانه‌داری تامین شده است.

## جو بایدن
جو بایدن می‌خواهد ساخت دیوار مرزی را متوقف کند و با برداشت از بودجه وزارت دفاع نیز مخالف است. او به جای ساخت دیوار بر استفاده از از فناوری‌های نظارتی هوشمند تاکید دارد. او در ۲۱ ژانویه ۲۰۲۱ با صدور یک فرمان اجرایی، اختصاص بودجه برای ساخت این حصار را متوقف کرد. 

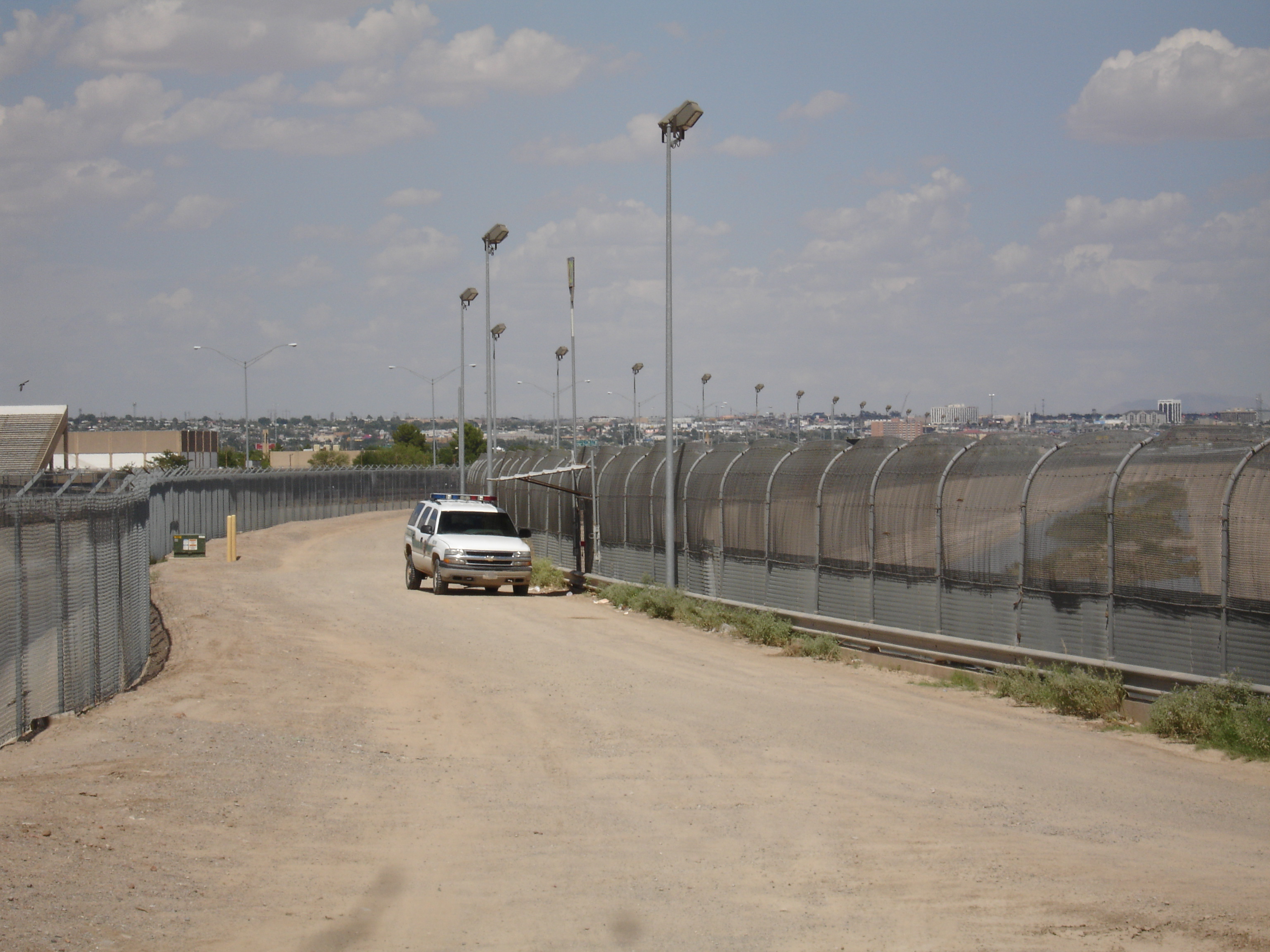
فنس مرزی در نزدیکی ال پاسو